# Павел (Яникопулос)
Митрополи́т Па́вел (греч. Μητροπολίτης Παύλος, в миру Спири́дон Яннико́пулос греч. Σπυρίδων Γιαννικόπουλος; 1929, Элида, Греция — 27 августа 1993, Хьюстон, США) — епископ Константинопольской православной церкви; митрополит Верийский (1968—1993).

## Биография
Родился в 1929 году в Элиде, Греция, в большой сельской семье. Окончил начальную школу в родной деревне. Затем обучался Патриаршей церковной школе при монастыре святой Анастасии в Халкидики.
В Монастыре святой Анастасии он был духовно связан с тогдашним директором школы митрополитом Иерисским Дионисием (Папаниколопулосом). В 1951 году митрополит Дионисий постригает его в монашество и рукополагает в сан иеродиакона. В том же году митрополита Дионисия переводят на Эдесскую кафедру, и Павел последовал за ним. В Эдессе он служил диаконом и курировал воскресные школы города.
В 1953 году окончил богословский факультет Аристотилевского университета в Салониках и в 1954 году был рукоположён в сан священника с возведением в сан архимандрита.
Служил военным священником: сначала в Трикале, затем в Козани, окормляя Второй армейский корпус. Оттуда в 1962 году его перевели в Верию. С 1964 по 1967 год он служил в Салониках при Третьем армейском корпусе.
24 ноября 1968 года в храме святого Димитрия в Салониках был рукоположён в сан епископа и возведён в достоинство митрополита Верийского и Наусского. Хиротонию совершили: митрополит Дидимотихский и Орестиадский Константин (Пулос), митрополит Драмский Дионисий (Кирацос), митрополит Эдесский Каллиник (Пулос), митрополит Фесалоникийский Леонид (Параскевопулос), митрополит Полианийский и Килкисийский Харитон (Симеонидис).
Последнюю службу совершил в августе 1993 года в монастыре Панагии Сумелы в Верийской митрополии и через несколько дней отбыл на операцию в США, где и скончался 27 августа 1993 года в Хьюстоне.
Похоронен в Лутроском монастыре в Греции.